# کارل هانکه
کارل هانکه (به آلمانی: Karl Hanke) (زاده ۲۴ اوت ۱۹۰۳ – درگذشته ۸ ژوئن ۱۹۴۵) یک ژنرال آلمانی در دوره رایش سوم و از ۲۹ آوریل ۱۹۴۵ تا می ۱۹۴۵ فرمانده نیروی اِس اِس بود. وی در ۸ ژوئن ۱۹۴۵ در زندانی در چکسلواکی درگذشت.